# شاشیکمان
شاشیکمان (به لاتین: Shashikman) یک منطقهٔ مسکونی در روسیه است که در جمهوری آلتای واقع شده‌است.